# Emanuel Walberg
Emanuel Walberg (Lund, 24 de diciembre de 1873 - Lund, 27 de noviembre de 1951), romanista e hispanista sueco.
Provenía de una familia de profesores; su padre fue profesor de filología griega en Upsala y al fin en Lund; su abuelo materno era profesor de lingüística y de literatura moderna francesa e inglesa en la Universidad de Lund. Durante sus estudios medios en esta ciudad tuvo como profesor de francés al romanista Johan Vising, escpecialista en literatura anglonormanda. Ya en la Universidad de Lund tuvo como maestro al hispanista Edvard Lidforss, célebre en su país por haber traducido el Don Quijote al sueco, y a Fredrik Wulff, fonetista especializado en literatura medieval francesa e italiana y que era titular de la cátedra de filología románica en 1901. Siguió en Parí los cursos de Gaston Paris y Paul Meyer y, en Bonn, los del hispanista Wendelin Fœrster, quien ejerció una profunda influencia sobre él. 
Como tesis hizo una edición crítica del Bestiaire de Philippe de Thaün desde los tres manuscritos conocidos, que publicó en París y Lund en 1900. Ese mismo año entró como profesor en la Universidad de Lund y en 1910 sucedió a Fredrik Wulff. Completó su formación estudiando español y las hablas retorromanas. Esto le permitió publicar desde 1904 textos españoles: Las órdenes militares de Pedro Calderón de la Barca, el Ejemplar poético de Juan de la Cueva y la Gramática castellana de Antonio de Nebrija. En 1909 publicó su Saggio sulla fonética del parlare di Celerina-Cresta; el resto de sus escritos se centraron en la filología medieval francesa y ayudó a Fredrik Wulff a preparar una edición crítica de los Vers de la mort d'Hélinant, moine de Froidmont (1905). Siguieron estudios y ediciones de textos hagiográficos: en 1909, Deux anciens poèmes inédits sur saint Simon de Crépy, con introducción, notas y dos glosarios; la edición crítica de La Vie de saint Thomas Becket le martyr de Guernes de Pont-Sainte-Maxence, poema histórico del siglo XII (Lund, 1922) y La tradition hagiographique de saint Thomas Becket avant la fin du XIIe siècle (1926), una colección de artículos publicados anteriormente en Romania. Como editor de textos medievales, se mostró a favor del método de Karl Lachmann. El 10 de octubre de 1931 fue elegido miembro extranjero de la Academia de la lengua y la literatura francesas. Otras obras suyas son Quelques aspects de la littérature anglo-normande, Le Tombel de Chartrose, un conjunto de treinta y un textos medievales, y, en 1946, otros nueve Contes pieux en vers du XIVe siècle. también es muy inteligente
- Datos: Q277899
- Multimedia: Emanuel Walberg / Q277899